# Гелинбатан
Гелинбатан — село в Табасаранском районе Дагестана (Россия). Входит в состав сельсовета «Марагинский».

## География
Село Гелинбатан находится в восточной части Табасаранского района, к юго-востоку от центра сельсовета — села Марага.

## Этимология
В переводе с азербайджанского языка Гелинбатан, означает как «утонувшая невеста».

## История
Впервые упоминается в списках 1939 года, как кутан Батан Марагинского сельсовета, на нем проживало 15 мужчин. Фактически населённый пункт возник в 1975 году в связи с переселеним жителей села Фите Агульского района на территорию совхоза «Ленин-Елу» в местность Гелинбатан.
Указом ПВС РСФСР от 05.07.1988 г. утверждено наименование населённого пункта, возникшего на территории Марагинского сельсовета Табасаранского района — селение Гелинбатан.

## Инфраструктура
В селе имеется школа.
Окрестности села Гелинбатан изобилуют карьерами по добыче камня.